# 网管球虫
网管球虫（学名：Siphonosphaera arkys）为胶球虫科管球虫属的动物。在中国，分布于西沙群岛等。